# The Palley For Center

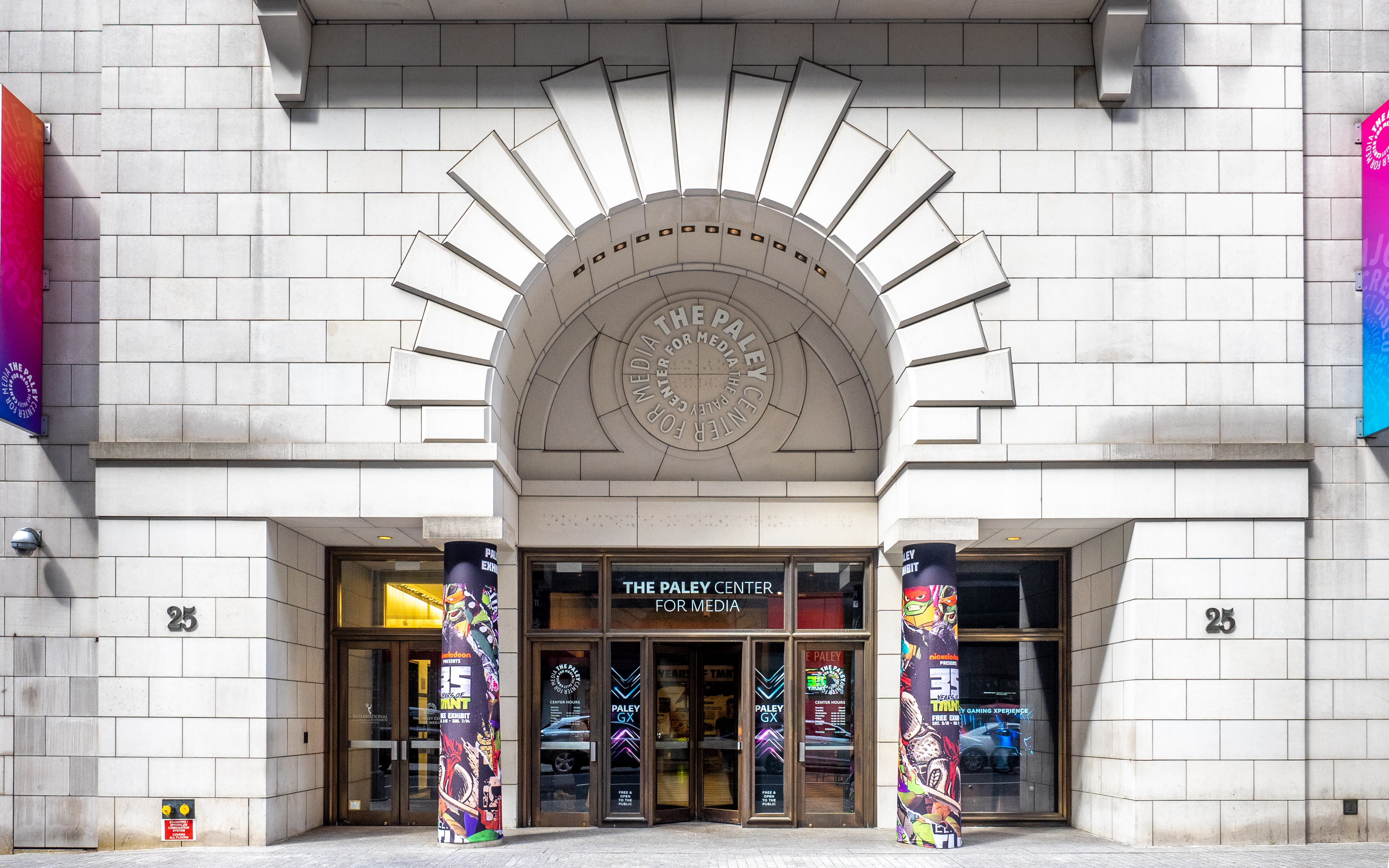
The Paley Center for Media, Nueva York

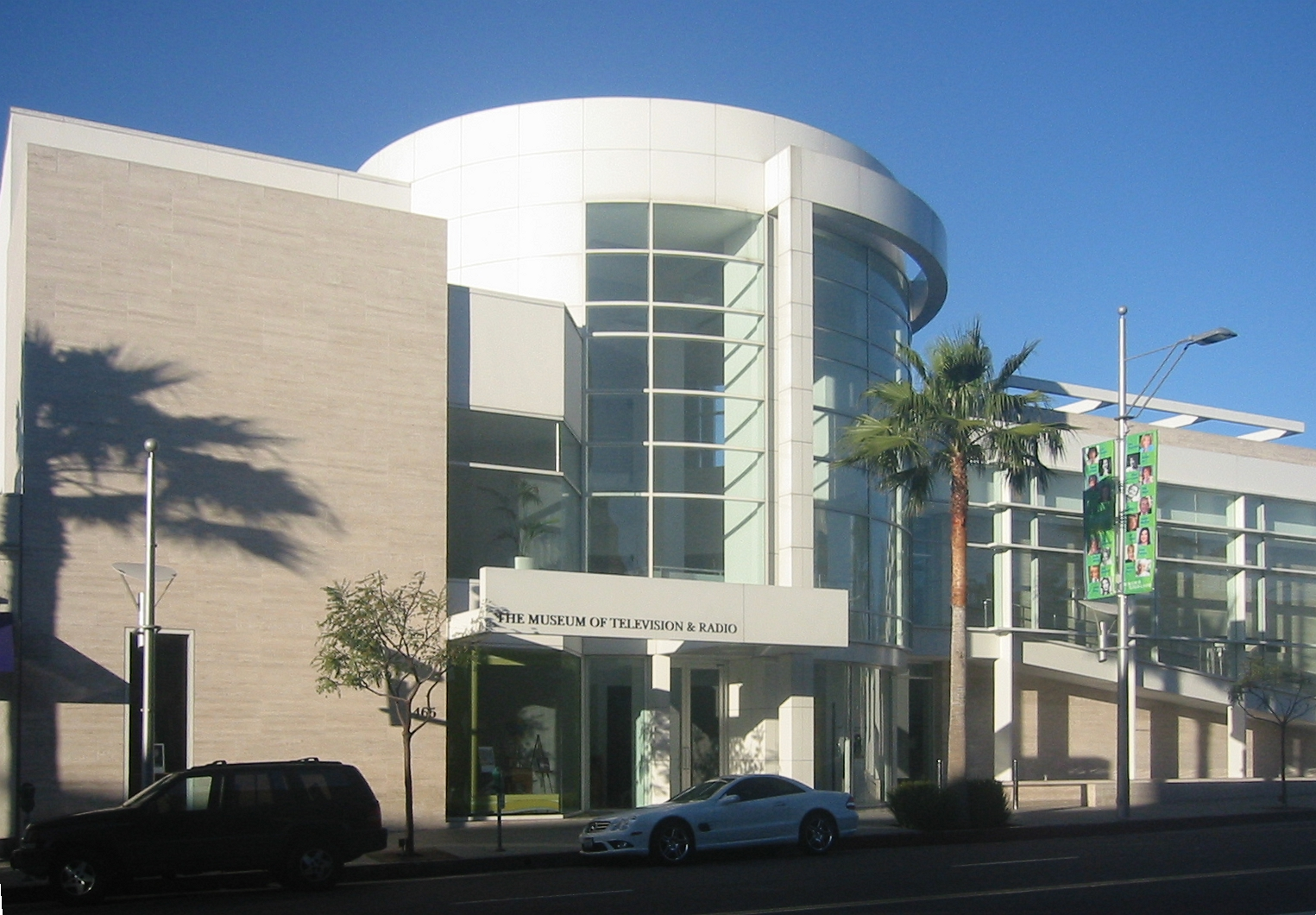
The Paley Center for Media, Beverly Hills

El Paley Center for Media, anteriormente el  'Museo de Televisión y Radio'  ( 'MT&R' ) y el  'Museo de Radiodifusión' , fundado en 1975 por William S. Paley, es una institución cultural estadounidense en Nueva York y Los Ángeles dedicados a la discusión sobre el significado cultural, creativo y social de la televisión, la radio y las plataformas emergentes para la comunidad profesional y el público interesado en los medios.
Se renombró como The Paley Center for Media el 5 de junio de 2007, para abarcar tecnologías emergentes de transmisión como Internet, video móvil y podcasting, así como para expandir su papel como un entorno neutral donde los profesionales de los medios pueden participar en debates y debates sobre el panorama de los medios en evolución.

## Ubicaciones
Con una colección cada vez mayor de contenido broadcast en radio y televisión, el Centro Paley tiene dos sucursales; en Nueva York y Los Ángeles. La sucursal de la ciudad de Nueva York está en el corazón de Midtown Manhattan en la Calle 25 Oeste con Calle 52 entre Quinta Avenida y Sexta Avenida. La sucursal de Los Ángeles está ubicada en Paseo Berverly # 465 en Beverly Hills, cerca del Paseo del Rodeo.

### Nueva York
El Museo de Radiodifusión original, fundado en 1975 con un regalo de $ 2 millones por William S. Paley, abrió en Manhattan el 9 de noviembre de 1976, ocupando dos pisos en un edificio de oficinas en 1 East 53rd Street, cerca de la esquina de 53rd Street y Fifth Avenue. Esto fue adyacente a la tienda de libros Doubleday en la Quinta Avenida.
El nombre del Museo de Radiodifusión se cambió a Museo de Televisión y Radio con el traslado del 12 de septiembre de 1991 al Edificio William S. Paley. Diseñado por Philip Johnson y ubicado en 25 West 52nd Street (adyacente al famoso 21 Club en 21 West 52nd Street), el edificio de 16 pisos pasó a llamarse The Paley Center for Media en 2007. Se tiene dos entradas principales: la de la izquierda es para el personal de la oficina y la entrada principal a la derecha para el público en general. La película Alexander Mackendrick 'Sweet Smell of Success' '(1957) tiene una escena de ubicación exterior con diferentes ángulos que revela cómo se veía el vecindario en los años anteriores a la construcción del edificio.
La planta baja del museo de Nueva York presenta el área de boletos e información y la Galería Steven Spielberg, utilizada para exposiciones, recepciones y eventos de recaudación de fondos. Las reservas para usar la Biblioteca se realizan en la recepción. Además del ascensor, una escalera en el primer piso conduce al gran teatro a nivel del sótano. El cuarto piso tiene numerosas computadoras, utilizadas por los visitantes para ubicar la programación en la colección. Cuando se realiza una selección, se puede ver en la computadora. Las computadoras están disponibles tanto para individuos como para grupos.

### Los Ángeles
El Museo de Televisión y Radio en Los Ángeles en 465 North Beverly Drive en Beverly Hills, abrió el 18 de marzo de 1996 en un nuevo edificio diseñado por Richard Meier y nombrado por Leonard H. Goldenson. Cuando se abrió el edificio de Los Ángeles, presentaba una colección duplicada de las cintas de la colección de Nueva York. Las habitaciones llevan los nombres de los patrocinadores famosos: el vestíbulo Danny Thomas, el área de recepción Aaron Spelling y la piscina Garry Marshall. Las proyecciones se llevan a cabo en el teatro de 150 asientos John H. Mitchell. Ahmanson Radio Listening Room tiene auriculares para usar con cinco canales preprogramados.

## Archivos
El Centro de Medios de Paley está comprometido con la idea de que muchos programas de televisión y radio son obras importantes y deben preservarse por el bien de la posteridad. En lugar de recolectar artefactos y objetos de interés, el Centro Paley comprende principalmente salas de proyección, incluidos dos teatros de tamaño completo. Casi 160,000 programas de televisión, comerciales y programas de radio están disponibles en la biblioteca del Centro Paley, y durante cada visita, los espectadores pueden seleccionar y ver programas en consolas individuales, y se accede a los programas de radio a través de estas mismas consolas.
Algunos programas de televisión son de la década de 1940 con programas de radio que datan de la década de 1920. El primer programa de televisión de la colección del museo es una película muda de la producción de NBC de 1939 del melodrama de Dion Boucicault "Las calles de Nueva York" (1857), con Norman Lloyd, George Coulouris y Jennifer Jones.
El museo no vende el material ni le permite abandonar las instalaciones. Ver copias de programas de televisión son copias cinta de video Hi-8mm. Los originales se guardan en una bóveda fuera de la ciudad de Nueva York, y la colección se está digitalizando. El Paley Center ha adquirido muchos episodios perdidos de programas de televisión clásicos y ha producido documental sobre la historia y el impacto de Televisión y radio. En los últimos años, el Centro ha patrocinado la visualización anticipada de los episodios piloto de los nuevos programas de cada red.

Los programas de televisión y radio se agregan a la colección después de los descubrimientos de archivo y a través de donaciones de individuos y organizaciones. En 2002, el Museo realizó una exhibición de la película de ensayo nunca antes vista de Rodgers and Hammerstein 's' 'Cinderella' 'transmitida desde el 17 de marzo de 1957. Este ensayo fue encontrado en la bóveda CBS mientras el Museo buscaba otros materiales "perdidos" de "Cenicienta". Se creía que la noche de la transmisión en vivo el programa se conservaba tanto en kinescope como en video y luego se transmitía a la costa oeste. Buscando cualquiera de estos, Jane Klain, la Directora de Investigación en las instalaciones de Nueva York, le pidió a CBS que buscara en sus bóvedas. La base de datos de CBS enumeró tres películas de 16 mm con segmentos de cinco minutos de Julie Andrews actuando en el programa. Cuando el primero fue traído de la bóveda de CBS, se descubrió que era el ensayo general.
El Centro también es conocido por sus numerosos descubrimientos relacionados con el día programa de juegos s. Episodios de destruido programas como High Rollers, Sorteo de famosos, El laberinto del dinero, el Chuck Woolery versión de Wheel of Fortune, Para decir lo menos y diurno Cuadrados de Hollywood Los episodios están disponibles para ver en la biblioteca. Los episodios de otros programas de juegos como Tattletales, Hagamos un trato ' y The Gong Show también están en la biblioteca.

## Programación y educación
Con frecuencia se realizan seminarios y entrevistas con figuras públicas, todas grabadas y disponibles para su posterior visualización en consolas individuales. Los participantes anteriores del seminario han incluido Lucille Ball, Carol Burnett, Dick Cavett, Alan Alda, Al Franken, John Frankenheimer, James Garner, Bob Hope, Roy Huggins, Jack Paar, Dennis Potter, Dick Van Dyke y Gore Vidal. También están disponibles para ver seminarios con creadores y miembros del elenco de programas de televisión, incluidos The Larry Sanders Show, Seinfeld, King of the Hill, The Simpsons, South Park, The Daily Show with Jon Stewart,  Desarrollo arrestado,  House, Battlestar Galactica y The League. Los paneles de discusión han variado desde cómo fue trabajar con Orson Welles hasta una celebración de la carrera de Roy Huggins.
PaleyFest, también conocido como William S. Paley Television Festival, es un festival anual de televisión organizado por el Centro Paley en el área de Los Ángeles. Fundado en 1984, el festival, que se celebra anualmente en la primavera, presenta paneles compuestos por los actores y talentos creativos destacados de programas de televisión populares como Comunidad, Parks and Recreation, Mad Men y  Lost, entre muchos otros. Los paneles responden preguntas de un moderador y una audiencia pública y, a menudo, presentan contenido exclusivo de sus respectivas series. El festival ha estado en muchos lugares a lo largo de su historia, incluyendo el Museo de Arte del Condado de Los Ángeles Teatro Bing, el teatro Gremio de Directores de América, el Cinerama Dome y el Saban Teatro en Beverly Hills. Fue reubicado en el Dolby Theatre más grande en Hollywood en 2014.

### Programa de gestión avanzada de medios
En 2010, The Paley Center for Media anunció una asociación con IESE Business School para ofrecer el Programa de Gestión Avanzada en Medios y Entretenimiento o el "Media AMP", un programa de nivel de posgrado para ejecutivos de medios y entretenimiento para prepararlos para la alta Niveles de liderazgo en sus empresas. Lanzado en enero de 2011, el objetivo del programa es poner al día a los ejecutivos sobre nuevos modelos de negocios, técnicas de gestión y tecnologías. Una característica clave es el acceso a los líderes de la industria.
El plan de estudios de Media AMP cubre cuatro módulos durante un período de seis meses. Tres de los módulos se llevan a cabo en Nueva York y uno en Los Ángeles. Los temas clave de discusión incluyen: Creación de valor; Estrategia digital; Contabilidad, Finanzas y Control de Gestión; Contenido y clientes; Liderazgo; Producción, Tecnología y Gestión de Operaciones; Emprendimiento e Innovación; Sistemas y estrategia de TI; Economía gerencial y análisis de decisiones; Estrategia de mercadeo; y otros.